# Léon Walras
Marie Esprit Léon Walras (Évreux, 16 dicembre 1834 – Le Châtelard, 5 gennaio 1910) è stato un economista francese.
Considerato da Joseph Schumpeter come "il più grande di tutti gli economisti", fu il "padre" della prima formulazione completa della teoria di equilibrio economico generale.

## Biografia

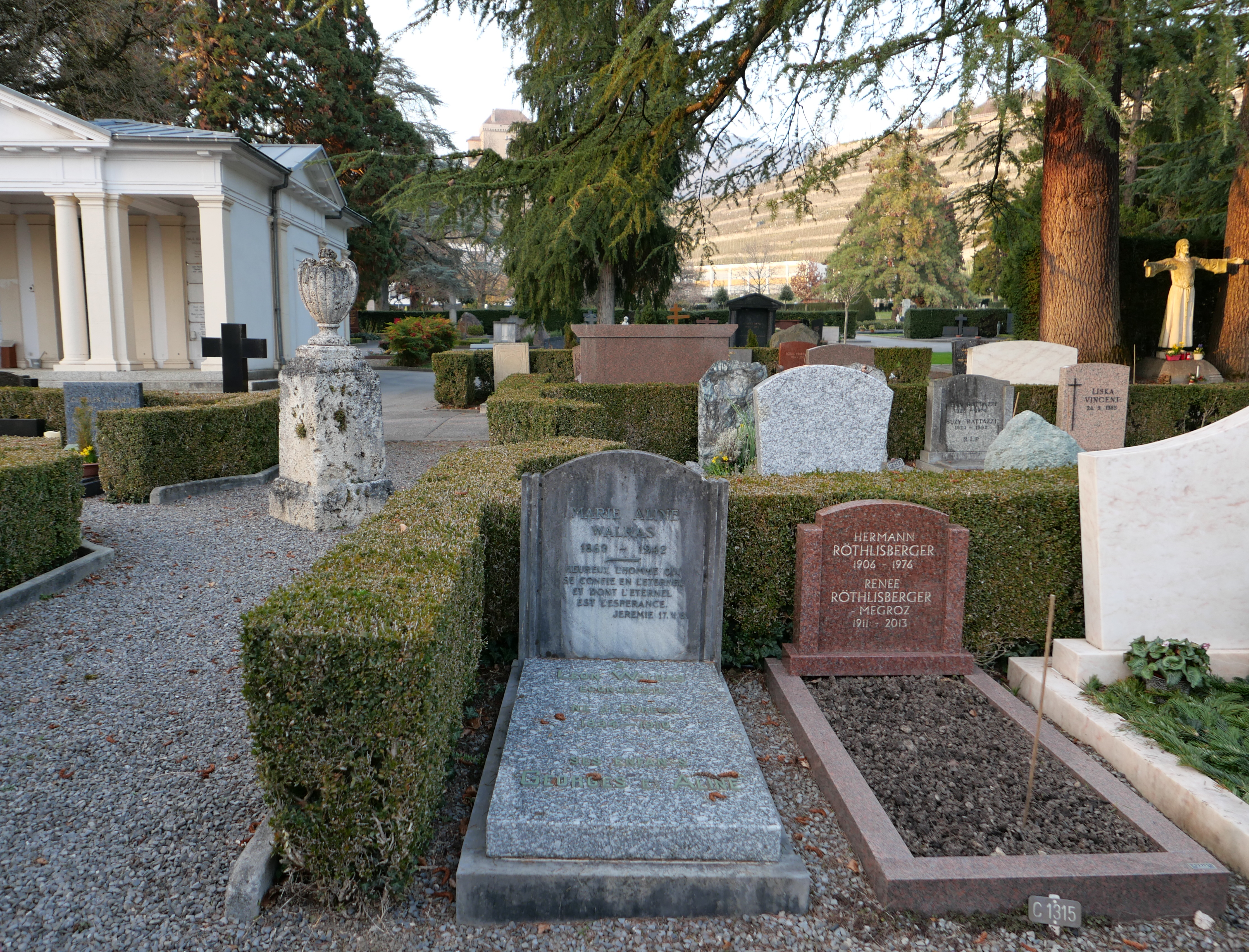
La tomba di Walras e di sua figlia Marie Aline (1869-1942) nel cimitero di Clarens nel cantone svizzero di Vaud.

Figlio di Auguste Walras, si iscrisse alla École des mines, ma abbandonò presto l'ingegneria per dedicarsi a letteratura e giornalismo.
Collaborò al "Journal des Économistes" e a "La Presse".
Dopo vari tentativi, ottenne la cattedra di economia politica all'Università di Losanna e per poi ritirarsi per concentrare gli sforzi nell'attività di ricerca.

Suo successore nella cattedra di economia politica fu il celebre economista italiano Vilfredo Pareto che diede fama alla scuola economica di Losanna fondata dallo stesso Walras. Nelle sue pubblicazioni Walras distinse tre diversi oggetti di studio: le "leggi dello scambio" (oggetto dell'economia pura, e maggiormente legate alle scienze naturali), la produzione della ricchezza (oggetto dell'economia applicata) e i problemi della distribuzione, che coinvolgono anche aspetti etici (oggetto dell'economia sociale).

Théorie mathématique de la richesse sociale, 1883

Walras fu uno dei tre capostipiti del marginalismo, in contrapposizione alla scuola classica dei primi economisti, anche se il suo scritto più importante: Éléments d'économie politique pure, ou théorie de la richesse sociale, (1874), fu pubblicato tre anni dopo la dissertazione delle idee marginaliste di William Stanley Jevons e Carl Menger. Morì a Clarens presso Le Châtelard (oggi Montreux).

## Pensiero
Walras edifica una teoria del valore secondo la quale il principio per la determinazione dei valori di scambio (prezzi) è fondato sul concetto di utilità marginale (“rareté”), che Walras esprime in termini di unità fisica di uno di essi (“numéraire”). 
Il modello viene arricchito recependo da Antoine Augustin Cournot il calcolo infinitesimale ed applicandolo all'economia pura. In tal modo Walras arrivò a dimostrare come, in condizioni di concorrenza perfetta, è possibile determinare un sistema di prezzi d'equilibrio che comporta l'eguaglianza tra domanda ed offerta in tutti i mercati, nonché l'eguaglianza tra costo di produzione e prezzo di vendita per ciascun bene e per ciascun imprenditore.
In tal modo, viene eliminato il mistero della "mano invisibile" in quanto non ce n'è più esigenza: mentre in Smith e nei classici, l'equilibrio era determinabile in due stadi - il primo era costituito dalla dimostrazione dell'esistenza logica dell'equilibrio, il secondo dalla dimostrazione del modo per arrivarvi - con Walras i due stadi sono diventati uno solo: dato che la dimostrazione dell'esistenza logica dell'equilibrio incorpora anche come arrivarvi, la “mano invisibile” non è più necessaria.

## Opere
- (FR) Léon Walras, Théorie mathématique de la richesse sociale, Lausanne, Corbaz; Guillaumin; Loescher; Duncker & Humblot, 1883. URL consultato il 23 giugno 2015.
- (FR) Léon Walras, Théorie de la monnaie, Lausanne, Corbaz, 1886. URL consultato il 23 giugno 2015.
- (FR) Léon Walras, Éléments d'économie politique pure, Lausanne, Rouge, 1900. URL consultato il 23 giugno 2015.

### Edizioni in italiano
- Introduzione alla questione sociale, a cura di Gaspare De Caro, Istituto della Enciclopedia Italiana, 1980
- L'economia monetaria, a cura di Gaspare De Caro, Istituto della Enciclopedia Italiana, 1985.
- Studi di economia sociale, traduzione e cura di Alfredo Salsano, Archivio Guido Izzi, 1990